# 提姆·賽門
提摩西·詹姆士·賽門（Timothy James Salmon，1968年8月24日—）出生於加州長灘。是一個美國職棒大聯盟的右外野手和指定打擊.他的職棒生涯都在洛杉磯安那罕天使隊渡過，深得球迷們的喜愛，因此球迷為他取了一個親切的外號：帝王魚(King Fish)。除此之外，他也被認為是天使隊史上最好的一位球員之一。
從1993獲選為新人王開始，賽門就是整個球團最家喻戶曉的球員。身為一個天使的傳奇人物，塞門當然也參與了2002年世界冠軍的過程，得到一枚冠軍戒指，並在2002年季後賽扮演了相當重要的角色。其中最令了津津樂道的，是他在世界大賽第二場，擊出了二支關鍵的全壘打。
2002年之後，他再度因左膝蓋受傷所苦，2003年只打了60場比賽，04，05年則完全無法上場。05年底，賽門曾一度考慮退休，但在天使決定給他小聯盟約，並邀請他參與2006的春訓下，他決定再試一年。
剛從膝傷復原的他，在2006年的天使春訓中，復原狀況良好，而讓球團決定給他一年合約，讓他再度回到職棒場上，擔任指定打擊和外野防守的工作。而達成這個目標的賽門，也在2006年9月27日宣佈退休。
賽門目前保有天使球團的四項紀錄，包括生涯打出了299支全壘打得了983分，有965個保送，此外他的長打率高達0.499，而他的打點1012則是隊史第二名，僅次於蓋瑞·安德森。
有趣的是，儘管他達成那麼多的生涯紀錄和令人印象深刻的成就，他15年的職業生涯從來沒有參加過全明星賽。他可說是從1933年有明星賽以來，唯一一位生涯有如此多全壘打的選手卻從來沒有機會參與明星賽盛會的選手。歷史上另一位選手羅傑斯·宏斯比雖然也是有相同的情形，但事實上，但1933年的時候，宏斯比已經是37歲，而不具備明星球員的身手了。而最令人不解的是，在1995年球季時，賽門有機會爭取三冠王頭銜的時候，他也是沒有入選明星賽。
賽門的最後一場大聯盟比賽是2006年10月1日，在天使主場面對奧克蘭運動家隊。而退休後，他的名字和背號，將永遠在天使球場的內野和外野之間。

## 外部連結
- 提姆·賽門在Baseball-Reference.com（大聯盟）（英语）
- 提姆·賽門在Baseball-Reference.com（小聯盟以及海外聯盟）（英语）
- 提姆·賽門在FanGraphs.com（英语）
- 提姆·賽門在The Baseball Cube（英语）